# طنطورة (العلا)

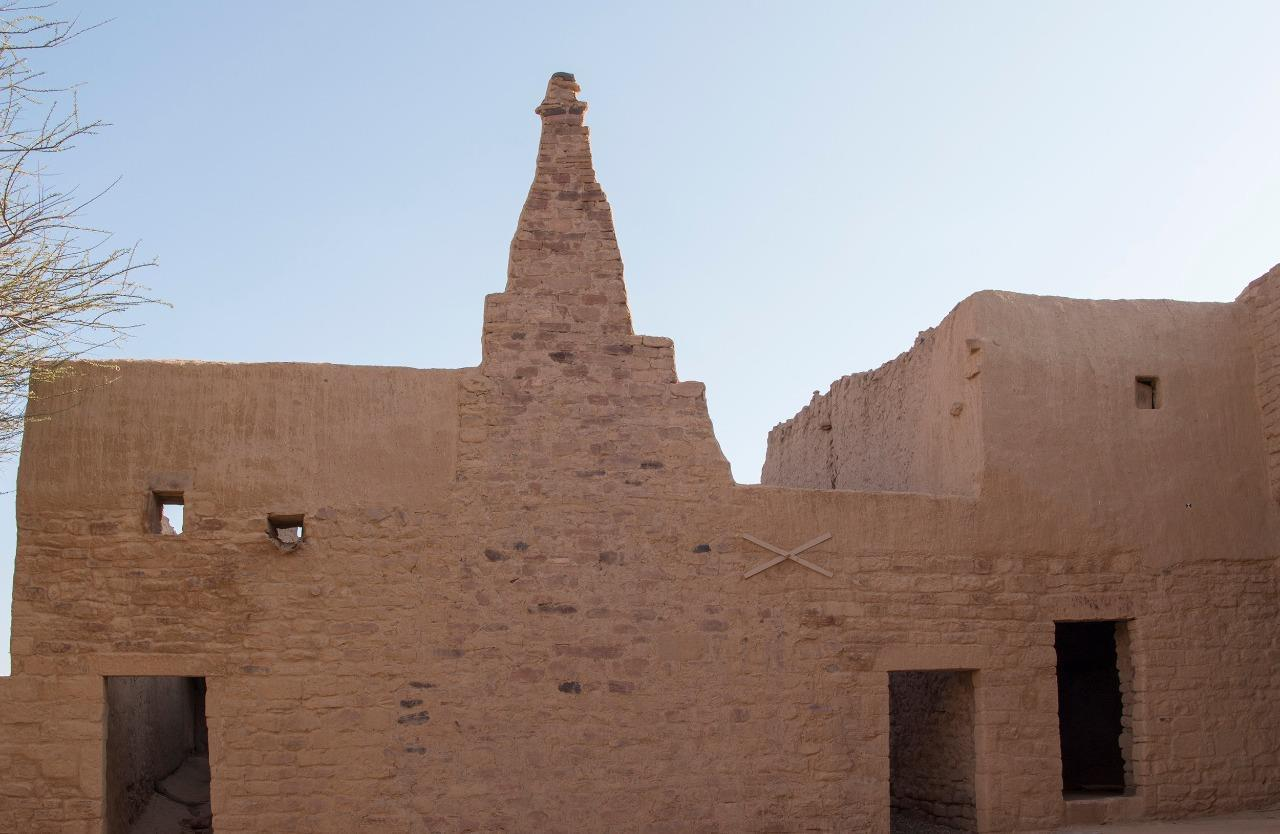
طنطورة البلدة القديمة في العلا

طنطورة العلا؛ هي أحد المعالم التاريخية وهي أثر قديم مبني من الطين، تقع جنوب شرق قرية سوق الدرب بمحافظة العلا في المملكة العربية السعودية. وهي عبارة عن مزولة أي ساعة شمسية استخدمها أهالي العلا منذ مئات السنين لدلالة على الوقت وعلامة لتغير الفصول، وفي اليوم الأول من فصل الشتاء، تسقط أشعة الشمس مباشرةً على العلامة الحجرية للطنطورة، تعلن عن بداية النشاط الزراعي في مدينة العلا، لذلك تم تسمية المهرجان السنوي الذي يقام في العلا بشتاء طنطورة

## معنى طنطورة
يقصد بكلمة «الطنطورة» الأحجار أو الأشياء المتراصة فوق بعضها البعض، وهي عبارة عن شكل شبه هرمي بني على ارتفاع أعلى من السور الذي وضع عليه، ويؤكد أهالي العلا أن هذه الاحجار بُنيت على سور مدرسة قديمة. وأصبحت تمثل الساعة الشمسية.

## تاريخ طنطورة العلا
بنيت في العصور الرومانية، وتعرضت الطنطورة للهدم بسبب الزلازل والتخريب وأحوال الطقس، خاصة الجزء العلوي منها. وتم إعادة بناؤها مجددًا وفق الأساليب الدقيقة لأصل البناء.

## استخدامات طنطورة العلا
1. تستخدم الطنطورة قديمًا في غرضين أساسيين، هما:
2. تحديد موعد دخول «المربعانية»، وهي وقت زراعة القمح والشعير. حيث تقيس الطنطورة موعد دخول المربعانية عند سقوط الظل على الحجر الأول، وهو أمر يحدث مرة في السنة، عندما يتلامس ظل رأس الساعة ويتعامد بشكل كامل مع الحجر الأول، وهذا يحدث في واحد من 3 أيام، هي 21 أو 22 أو 23 ديسمبر.[5]
3. توزيع وتقسيم مياه العيون (المياه الجوفية) على المزارعين، وتحديد المزرعة التي ستتلقى الماء من «عين تدعل»، عندما يملامس ظل الطنطورة للأحجار التي وضعت على الأرض أمامها، مما يكفل الحفاظ على النظام وتحقيق العدل بين الأهالي. حيث أن ظل الطنطورة يحدد بالدقيقة مواعيد وصول المياه إلى المزارع، فإذا وصل الظل لحجر معين، معناها أن مزرعة فلان ستتلقى الماء.[4]

## مهرجان شتاء طنطورة
أحد أهم الفعاليات الفنية والثقافية التي يجرى تنظيمها كل عام في المملكة العربية السعودية، وتحديدًا في العُلا، وانطلقت النسخة الأولى منه في 21 ديسمبر عام 2018، حيث يعد أحد أطول المهرجانات الفنية في السعودية.